# Morelos Open 2024 - Doppio
Il doppio del torneo di tennis professionistico Morelos Open 2024, facente parte della categoria Challenger 75 nell'ambito dell'ATP Challenger Tour 2024, si è giocato dall'8 al 14 aprile a Cuernavaca, in Messico. Skander Mansouri e Michail Pervolarakis erano i detentori del titolo ma solo Mansouri aveva scelto di partecipare in coppia con Luke Johnson.
In finale Arjun Kadhe e Jeevan Nedunchezhiyan hanno sconfitto Piotr Matuszewski e Matthew Romios con il punteggio di 7–6(5), 6–4.

## Teste di serie
1. Luke Johnson /  Skander Mansouri (semifinale)
2. Piotr Matuszewski /  Matthew Romios (finale)

1. Arjun Kadhe /  Jeevan Nedunchezhiyan (campioni)
2. Rinky Hijikata /  Mac Kiger (primo turno)

## Wildcard
1. Elmar Ejupovic /  Rodrigo Pacheco Méndez (primo turno)

1. Alex Hernández /  Manuel Sánchez (primo turno)

## Ranking protetto
1. Benjamin Lock /  Courtney John Lock (quarti di finale)

## Tabellone

### Legenda
| - Q = Qualificato - WC = Wild card - LL = Lucky loser | - ALT = Alternate - SE = Special Exempt - PR = Protected Ranking | - w/o = Walkover - r = Ritirato - d = Squalificato |

|  | Primo turno | Primo turno                       | Primo turno                       | Primo turno | Primo turno |  |  | Quarti di finale | Quarti di finale                  | Quarti di finale                  | Quarti di finale         | Quarti di finale |   |      | Semifinali | Semifinali                        | Semifinali                        | Semifinali                       | Semifinali                       |    |   | Finale | Finale | Finale | Finale | Finale |  |
|  |             |                                   |                                   |             |             |  |  |                  |                                   |                                   |                          |                  |   |      |            |                                   |                                   |                                  |                                  |    |   |        |        |        |        |        |  |
|  | 1           | L Johnson S Mansouri              | L Johnson S Mansouri              | 7           | 6           |  |  |                  |                                   |                                   |                          |                  |   |      |            |                                   |                                   |                                  |                                  |    |   |        |        |        |        |        |  |
|  |             | C Puttergill R Statham            | C Puttergill R Statham            | 65          | 4           |  |  | 1                | L Johnson S Mansouri              | L Johnson S Mansouri              | 6                        | 6                |   |      |            |                                   |                                   |                                  |                                  |    |   |        |        |        |        |        |  |
|  | WC          | E Ejupovic R Pacheco Méndez       | E Ejupovic R Pacheco Méndez       | 4           | 65          |  |  | PR               | B Lock C Lock                     | B Lock C Lock                     | 3                        | 2                |   |      |            |                                   |                                   |                                  |                                  |    |   |        |        |        |        |        |  |
|  | PR          | B Lock C Lock                     | B Lock C Lock                     | 6           | 7           |  |  |                  |                                   |                                   |                          |                  |   |      | 1          | L Johnson S Mansouri              | 6                                 | 65                               | [8]                              |    |   |        |        |        |        |        |  |
|  | 3           | A Kadhe J Nedunchezhiyan          | A Kadhe J Nedunchezhiyan          | 6           | 6           |  |  |                  |                                   | 3                                 | A Kadhe J Nedunchezhiyan | 4                | 7 | [10] |            |                                   |                                   |                                  |                                  |    |   |        |        |        |        |        |  |
|  | WC          | A Hernández M Sánchez             | A Hernández M Sánchez             | 2           | 3           |  |  | 3                | A Kadhe J Nedunchezhiyan          | A Kadhe J Nedunchezhiyan          | 6                        | 7                |   |      |            |                                   |                                   |                                  |                                  |    |   |        |        |        |        |        |  |
|  |             | G Brouwer A McHugh                | 6                                 | 2           | [10]        |  |  |                  | G Brouwer A McHugh                | G Brouwer A McHugh                | 3                        | 64               |   |      |            |                                   |                                   |                                  |                                  |    |   |        |        |        |        |        |  |
|  |             | N Mejía M Soto                    | 4                                 | 6           | [5]         |  |  |                  |                                   |                                   |                          |                  |   |      | 3          | Arjun Kadhe Jeevan Nedunchezhiyan | Arjun Kadhe Jeevan Nedunchezhiyan | 7                                | 6                                |    |   |        |        |        |        |        |  |
|  |             | G Oliveira J Paris                | G Oliveira J Paris                | 3           | 4           |  |  |                  |                                   |                                   |                          |                  |   |      |            |                                   | 2                                 | Piotr Matuszewski Matthew Romios | Piotr Matuszewski Matthew Romios | 65 | 4 |        |        |        |        |        |  |
|  |             | N Chappell H Hach Verdugo         | N Chappell H Hach Verdugo         | 6           | 6           |  |  |                  | N Chappell H Hach Verdugo         | N Chappell H Hach Verdugo         | 67                       | 4                |   |      |            |                                   |                                   |                                  |                                  |    |   |        |        |        |        |        |  |
|  |             | R Bollipalli N Kaliyanda Poonacha | R Bollipalli N Kaliyanda Poonacha | 6           | 6           |  |  |                  | R Bollipalli N Kaliyanda Poonacha | R Bollipalli N Kaliyanda Poonacha | 79                       | 6                |   |      |            |                                   |                                   |                                  |                                  |    |   |        |        |        |        |        |  |
|  | 4           | R Hijikata M Kiger                | R Hijikata M Kiger                | 3           | 2           |  |  |                  |                                   |                                   |                          |                  |   |      |            | R Bollipalli N Kaliyanda Poonacha | 4                                 | 6                                | [7]                              |    |   |        |        |        |        |        |  |
|  |             | R Seggerman P Trhac               | 62                                | 7           | [10]        |  |  |                  |                                   | 2                                 | P Matuszewski M Romios   | 6                | 3 | [10] |            |                                   |                                   |                                  |                                  |    |   |        |        |        |        |        |  |
|  |             | A Bellier B Zhukayev              | 7                                 | 64          | [12]        |  |  |                  | A Bellier B Zhukayev              | A Bellier B Zhukayev              | 4                        | 4                |   |      |            |                                   |                                   |                                  |                                  |    |   |        |        |        |        |        |  |
|  |             | G Mpetshi Perricard L Sanchez     | 6                                 | 5           | [4]         |  |  | 2                | P Matuszewski M Romios            | P Matuszewski M Romios            | 6                        | 6                |   |      |            |                                   |                                   |                                  |                                  |    |   |        |        |        |        |        |  |
|  | 2           | P Matuszewski M Romios            | 3                                 | 7           | [10]        |  |  |                  |                                   |                                   |                          |                  |   |      |            |                                   |                                   |                                  |                                  |    |   |        |        |        |        |        |  |